# Herrarnas bygelhäst i gymnastik vid olympiska sommarspelen 1992
Herrarnas bygelhäst i gymnastik vid olympiska sommarspelen 1992 avgjordes den 27 juli-2 augusti i Palau d'Esports de Barcelona.

## Medaljörer
| Gren                | Guld                 | Silver       | Brons                   |
| Herrarnas bygelhäst | Vitalj Stjerbo OSS   | Ingen utsedd | Andreas Wecker Tyskland |
| Herrarnas bygelhäst | Pae Gil-Su Nordkorea | Ingen utsedd | Andreas Wecker Tyskland |

## Resultat

### Final
| Placering | Gymnast                 | Poäng |
| --------- | ----------------------- | ----- |
|           | Vitalj Stjerbo (EUN)    | 9.925 |
|           | Pae Gil-Su (PRK)        | 9.925 |
|           | Andreas Wecker (GER)    | 9.887 |
| 4         | Guo Linyao (CHN)        | 9.875 |
| 5         | M. Chris Waller (USA)   | 9.825 |
| 6         | Yoshiaki Hatakeda (JPN) | 9.775 |
| 7         | Li Jing (CHN)           | 9.250 |
| 7         | Valerij Belenkij (EUN)  | 9.250 |